# Пудушери
Пудушери (тамилски: புதுவை, புதுச்சேரி или பாண்டிச்சேரி, хинди: पॉंडिचेरी, фр. Le territoire de Pondichéry, енгл. Pondicherry) је индијска савезна територија. Чине је четири дистрикта (енклаве), које су некада сачињавале Француске индијске поседе.  
Укупна површина територије је 492 квадратна километра, где по подацима из 2001. живи 974.345 становника. 
Територија се дели на четири дистрикта:
- Пудушери : 293
- Карикал : 160
- Махе : 9
- Јанаон : 30

Становници територије говоре: тамилски, енглески и француски језик. 
Статус територије је утврђен француско-индијским Уговором о цесији из 1956. Неки становници територије су задржали француско држављанство, а територија има законодавну скупштину и владу, што иначе није правило (индијским територијама управља влада из Њу Делхија). 